# Hit Mania Champions 2019
Hit Mania Champions 2019 è una compilation di artisti vari facente parte della serie Hit Mania, uscita nei negozi il 19 Aprile 2019.
Questa edizione è stata pubblicata solamente in versione da 4 CD + la tradizionale rivista (non più però in formato cofanetto ma in custodie divise anche se vendute tutte insieme al prezzo di un solo CD) dove oltre "Hit Mania Champions 2019" e "Hit Mania Champions 2019 Club Version" troverete anche il CD3 con la novità “Reggaeton Mania" e il CD4: "EDM Electronic Dance Music #9".
Altra novità di quest'edizione è il "Prezzo consigliato" della compilation che se fino al volume precedente veniva € 19,90, da qui la stessa raccolta in 4 CD verrà € 13,90.
Fino ad oggi si tratta dell'ultima edizione mixata dal disc jockey Mauro Miclini di Radio Deejay.
La copertina è stata curata e progettata da Gorial.

## Tracce CD1
1. Benji & Fede - Universale
2. Jayden feat. Celine Farach & Matluck - This Time
3. Coez - È Sempre Bello
4. John Legend - Preach
5. Bob Sinclar feat. Robbie Williams - Electrico Romantico
6. Berkcan Demir - Hopes
7. Silk City & Dua Lipa - Electricity
8. Galantis - Bones (feat. OneRepublic)
9. LP - Girls Go Wild
10. ZOË - C'est la vie
11. HUGEL - WTF (feat. Amber Van Day)
12. Kygo & Valerie Broussard - Think About You
13. Robin Schulz - Speechless (feat. Erika Sirola)
14. Maroma with Elenoir - Finally
15. DJ Antoine feat. Eric Zayne & Jimmi The Dealer - Loved Me Once (DJ Antoine VS. Mad Mark 2K19 Mix)
16. Joe Bertè & Adam Clay X PaulCam & Mr Don – Sabor (HM Version)
17. Martin Garrix feat. Bonn - No Sleep
18. Lil Peep & ILoveMakonnen – I’ve Been Waiting (feat. Fall Out Boy)
19. The Revangels - Quantic Love (HM Version)
20. Devid Morrison feat. Indra Leòn - Phenomenal Surprise
21. Alice Merton - Learn to Live
22. Achille Lauro - Rolls Royce
23. Thegiornalisti - New York
24. Fil Bo Riva - L'impossibile

## Tracce CD2
1. Koliber - Crazy for You
2. Jason T. - I Let You (HM Version)
3. Jason T. - As I Am (HM Version)
4. Seige - Fly
5. Jason T. - Eternity (HM Version)
6. Dorisday - No Stop Dance
7. Mark Donato, Andyrave & Cicco Dj - Electronic Party (Mark Donato & Andyrave vs. Cicco Dj)
8. Zeroone - Think Twice
9. Mark Vox - Together (Lucky Vegas Radio Rmx)
10. DJ Jajo - Wanna Be with You Tonight
11. Jacob Galsen - Away from Here
12. MODA PHUN - So Alive
13. Mad Bob, Daresh Syzmoon & Cicco Dj - La Musique (Le Bonne) (Mad Bob vs. Daresh Syzmoon & Cicco Dj)
14. Jacob Galsen - Fly With Me
15. DJ Jajo - Happiness Now
16. Michele Finessi - The Secret to Success
17. 2Sleep - Mantra
18. Dj Skipper - Himalaya